# Seirocastnia colombiana
Seirocastnia colombiana là một loài bướm đêm trong họ Noctuidae.